# Crangon cassiope
Crangon cassiope is een garnalensoort uit de familie van de Crangonidae. De wetenschappelijke naam van de soort is voor het eerst geldig gepubliceerd in 1906 door De Man.